# Vitsidig sydhake
Vitsidig sydhake (Melanodryas bimaculata) är en fågel i familjen sydhakar inom ordningen tättingar.

## Utbredning och systematik
Vitsidig sydhake delas in i två underarter:
- M. b. bimaculata – förekommer i bergen på nordvästra Nya Guinea
- M. b. vicaria – förekommer i bergen på sydöstra Nya Guinea och Huonhalvön

Arten placerades tidigare i släktet Peneothello, men detta har sedermera inkluderats i Melanodryas.

## Status
IUCN kategoriserar arten som livskraftig.